# Bobby Rush
Bobby Rush, rodným jménem Emmett Ellis Jr., (* 10. listopadu 1933) je americký hudebník.
Narodil se ve městě Homer v Louisianě, v dětství se s rodinou odstěhoval do Pine Bluff v Arkansasu a v 50. letech do Chicaga v Illinois. V Chicagu žil 48 let, poté se usadil v Mississippi. Hudbě se věnoval od mládí, první singl „Someday“ ale vydal až v roce 1964 a první album Rush Hour v roce 1978. Následovaly desítky dalších alb. V roce 2006 byl uveden do Bluesové síně slávy. Za alba Porcupine Meat (2017), Rawer Than Raw (2020) a All My Love for You (2023) získal cenu Grammy. V roce 2021 vyšla jeho autobiografie I Ain't Studdin' Ya: My American Blues Story. V roce 2022 hostoval v jedné písni z alb The Blues Don't Lie kytaristy Buddyho Guye a Brother Johnny od Edgara Wintera.